# Thesium leptocaule
Thesium leptocaule är en sandelträdsväxtart som beskrevs av Otto Wilhelm Sonder. Thesium leptocaule ingår i släktet spindelörter, och familjen sandelträdsväxter. Inga underarter finns listade i Catalogue of Life.